# Обвал

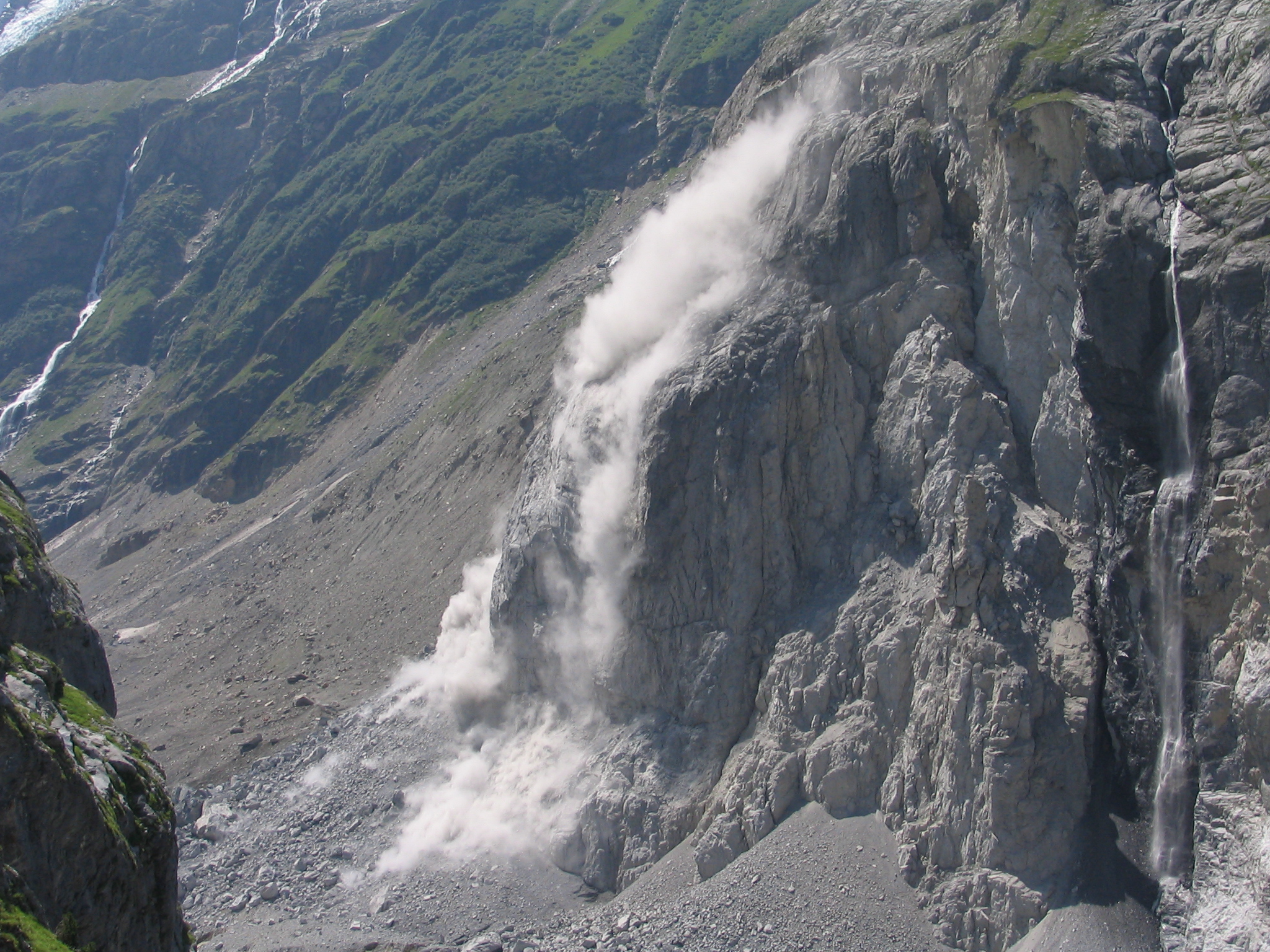
Обвал на горе Эйгер, Швейцария

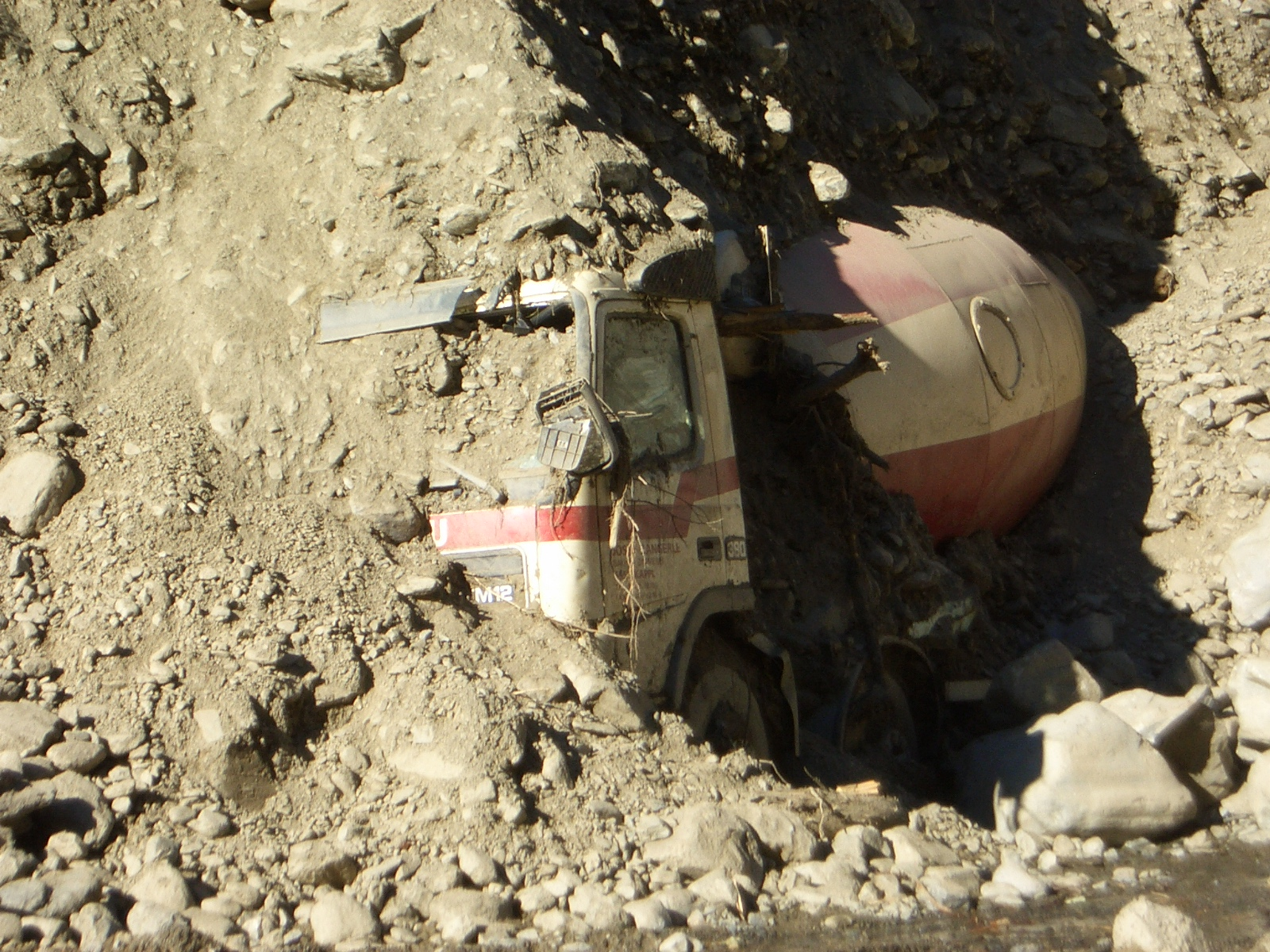
Последствия обвала в Австрии в 2005 г.

Обва́л — отрыв и падение масс горных пород вниз со склонов гор под действием силы тяжести. Обвалы возникают на склонах речных берегов и долин, в горах, на берегах морей. Причиной образования обвалов является нарушение равновесия между сдвигающей силой тяжести и удерживающими силами, что может повлечь за собой много человеческих жертв, разрушение городов и изменение ландшафта.
Обвал вызывается:
- Увеличением крутизны склона в результате подмыва водой;
- Ослаблением прочности пород при выветривании или переувлажнении осадками и подземными водами;
- Воздействием сейсмических толчков;
- Строительной и хозяйственной деятельностью.

Помимо разрушений городов и прочих населенных пунктов, уничтожения их инфраструктуры, обвалы могут разделять долины рек, образуя подпрудные озера. Также разделяются на обвалы горных пород, снежных масс, именуемых снежными лавинами и верхушек ледников — ледопады.
Изредка, в природных условиях наблюдаются гигантские обвалы, в результате которых обрушиваются миллионы метров кубических пород. Так крупнейший обвал объёмом 2,2 млрд м³ произошёл 18 февраля 1911 года на реке Мургаб, в результате которого образовалась естественная плотина высотой 567 м и Сарезское озеро.